# Korsnäs (Finland)
Korsnäs is een gemeente in de Finse provincie West-Finland en in de Finse regio Österbotten. De gemeente heeft een landoppervlakte van 236,03 km² en telt 2.024 inwoners (2022).
Korsnäs is een Zweedstalige gemeente. In 2001 werd de gemeente uitgeroepen tot de gemeente met het hoogste percentage Zweedstaligen ter wereld (98%). Problematisch was deze titel echter omdat gemeenten in Zweden geen statistiek van de moedertaal van hun inwoners bijhouden. Als het percentage in Korsnäs daalt tot beneden de 96%, verliest de gemeente deze titel aan Hammarland.

## Naam
Korsnäs is de gemeentenaam in zowel het Zweeds als het Fins. De Finse namen Korsnääsi of Ristitaipale zijn historische namen die in sommige contexten werden gebruikt.
Korsnäs werd voor het eerst genoemd in documenten in 1442. Sommige dorpen, zoals Molpe (toen Moikipä genoemd) werd voor het eerst genoemd in 1490, en Harrström (toen Harffuaström genoemd) in 1494. Korsnäs werd een onafhankelijke gemeente in 1887. Daarvoor hoorde het gebied bij Närpes.
Isokyrö · Jakobstad · Kaskinen · Korsholm · Korsnäs · Kristinestad · Kronoby · Laihia · Larsmo · Malax · Närpes · Nykarleby · Pedersöre · Vaasa · Vörå
Voormalige gemeenten:
Bergö · Björköby · Esse · Jeppo · Kvevlax · Lappfjärd · Maxmo · Munsala · Nederfetil · Nykarleby landskommun · Oravais · Övermark · Petalax · Pörtom · Purmo · Replot · Sideby · Terjärv · Tjöck · Vähäkyro · Vörå · Vörå-Maxmo